# 吉本宏
吉本 宏（よしもと ひろし、1928年（昭和3年）2月18日 - ）は、日本の官僚。元大蔵省理財局長。

## 来歴
旧制一高を経て東京大学法学部卒業後、大蔵省に入省。横浜税関長、大臣官房審議官、理財局次長を経て、1979年（昭和54年）証券局長、1981年（昭和56年）理財局長。
1982年（昭和57年）に退官後は、日銀理事、国民金融公庫総裁、日銀副総裁、東京金融先物取引所理事長を歴任した。2002年（平成14年）の春の叙勲で勲二等旭日重光章を受章。

## 職歴
- 1951年（昭和26年）3月 東京大学法学部卒業
- 1951年（昭和26年）4月 大蔵省入省（銀行局総務課）
- 1953年（昭和28年）8月 大阪国税局
- 1954年（昭和29年）7月 外務省ニューヨーク総領事館副領事
- 1957年（昭和32年）8月 為替局総務課長補佐
- 1959年（昭和34年）7月 為替局資金課長補佐
- 1962年（昭和37年）8月 大臣官房秘書課長補佐
- 1964年（昭和39年）7月 理財局資金課長補佐
- 1967年（昭和42年）10月 三重県総務部長
- 1970年（昭和45年）7月4日 理財局国債課長
- 1971年（昭和46年）6月28日 経済企画庁国民生活局物価政策課長
- 1972年（昭和47年）7月 内閣総理大臣秘書官事務取扱
- 1975年（昭和50年）5月12日 国際金融局総務課長
- 1975年（昭和50年）7月10日 理財局総務課長
- 1976年（昭和51年）6月18日 横浜税関長
- 1977年（昭和52年）6月17日 大臣官房審議官（財務研修所長）
- 1978年（昭和53年）6月17日 理財局次長
- 1979年（昭和54年）7月10日 証券局長
- 1981年（昭和56年）6月26日 理財局長
- 1982年（昭和57年）6月1日 退官
- 1982年（昭和57年）10月15日 日本銀行理事
- 1986年（昭和61年）5月23日 同依願退任
- 1986年（昭和61年）5月23日 国民金融公庫総裁
- 1989年（平成元年）6月1日 同再任
- 1989年（平成元年）12月17日 同依願退任
- 1989年（平成元年）12月17日 日本銀行副総裁
- 1994年（平成6年）12月16日 同任期満了退任
- 1995年（平成7年） 東京金融先物取引所理事長
- 2000年（平成12年） 東京金融先物取引所参与
- 2002年（平成14年）4月29日 叙勲二等授旭日重光章

## 備考
倉山満は、1981年の理財局長就任が前年の総選挙で自民党を支配するに至った田中角栄の引き上げによるものだったとして（田中内閣で首相秘書官を務めていたため）、「角影人事」の一環であると述べている。